# Chrysotoxum laterale
Chrysotoxum laterale är en tvåvingeart som beskrevs av Friedrich Hermann Loew 1864. Chrysotoxum laterale ingår i släktet getingblomflugor, och familjen blomflugor. Inga underarter finns listade i Catalogue of Life.